# Thorectidae
Thorectidae Bergquist, 1978 è una famiglia di spugne della classe Demospongiae (ordine Dictyoceratida).

## Tassonomia
Comprende 23 generi raggruppati in due sottofamiglie:
- Sottofamiglia Phyllospongiinae Keller, 1889
  - Candidaspongia Bergquist, Sorokin e Karuso, 1999
  - Carteriospongia Hyatt, 1877 (sin.: Polyfibrospongia)
  - Lendenfeldia Bergquist, 1980
  - Phyllospongia Ehlers, 1870 (sin.: Mauricea)
  - Strepsichordaia Bergquist, Ayling e Wilkinson, 1988
- Sottofamiglia Thorectinae Bergquist, 1978
  - Aplysinopsis Lendenfeld, 1888
  - Cacospongia Schmidt, 1862
  - Collospongia Bergquist, Cambie e Kernan, 1990
  - Dactylospongia Bergquist, 1965
  - Fascaplysinopsis Bergquist, 1980
  - Fasciospongia Burton, 1934 (sin.: Stelospongia, Stelospongos, Stelospongus)
  - Fenestraspongia Bergquist, 1980 
  - Hyrtios Duchassaing e Michelotti, 1864 (sin.: Duriella, Dysideopsis, Heteronema, Oligoceras, Thorectopsamma)
  - Luffariella Thiele, 1899
  - Narrabeena Cook e Bergquist, 2002
  - Petrosaspongia Bergquist, 1995
  - Scalarispongia Cook e Bergquist, 2000
  - Semitaspongia Cook e Bergquist, 2000 
  - Smenospongia Wiedenmayer, 1977
  - Taonura Carter, 1882
  - Thorecta Lendenfeld, 1888 (sin.: Antheroplax, Geelongia)
  - Thorectandra Lendenfeld, 1889 (sin.: Halispongia)
  - Thorectaxia Pulitzer-Finali e Pronzato, 1999